# Rosa Montero
Rosa Montero Gayo (Madrid, Spanyolország, 1951. január 3.), kortárs spanyol írónő, újságírónő.

## Élete
Ötéves korától négy éven keresztül súlyos tüdőbajjal küzdött, nem járhatott iskolába, s olvasással töltötte az idejét. Miután meggyógyult, olyan iskolába küldték, ami annyira szigorú volt, hogy Rosa mindmáig érzi a hatását. 17 évesen kezdte meg bölcsészkari tanulmányait és megismerkedett a kultúra világát alakítókkal, köztük a Tábano csoporttal, amelyik a hatvanas évek színházának egyik kísérletező szellemű irányzatát gyakorolta. Később újságírást tanult, s több, különböző olvasótáború női magazinnal dolgozott együtt. Már a kezdetektől híres emberekről szóló cikkek megírásával bízták meg, főleg flamenco-táncosokről, színésznőkről, énekesnőkről. Amikor a Teleradio magazinnál kezdett írni, egy új, igen sikeres rovatot indított Teleboom címmel. 1979-ben érkezett az El País napilaphoz, s egy év elteltével már a País Semanal hetilap első női főszerkesztője volt. Ezt a posztot 1981-ig töltötte be.
Rosa Montero stílusában erősen érezhető az újságírói nyelv hatása. Műveiben szívesen taglalja az emberi kapcsolatokat, s előszeretettel mutatja be a nők helyzetét a függetlenségükért való harcban.

## Legjelentősebb művei
- Crónica del desamor (1979)
- La función delta (1981), sci-fi regény, 2000-ben játszódik
- Te trataré como una reina (1983), történet a magányról és a kommunikáció hiányáról.
- Amado amo (1988), az 1988-as madridi Könyvvásár legnagyobb példányszámban eladott könyve.
- Temblor (1990), itt szakított az előző regények műfajával és ezt fantasztikus regénynek írta meg. Egy Agua Fría nevű lány történetét mondja el, aki egy hatalmas szekta által befolyásolt társadalomba születik. Sok más fiatallal együtt neki is részt kell vennie egy kemény kiképzésen, hogy papnő lehessen. Nonkonformizmusa és intelligenciája segítségével sok akadályt képes leküzdeni az igazság keresésében. Ez a történet felfogható átvitt értelemben úgy is, mint az ember felnőtté válásának folyamata, a szakaszok, amiken áthaladunk, mielőtt elérjük gondolkodásmódbeli önállóságunkat. Ezt a művet El cristal de Agua Fría címmel 1994-ben operaként is bemutatták.
- Bella y oscura (1993)
- Historia de mujeres (1995), önéletrajzi cikkeinek összessége. 1996-ban fotókiállítás is készült a mű alapján. Nőkről szól, akik a saját életüket akarják élni.
- La hija del caníbal (1997), az év legsikeresebb könyve Spanyolországban. A következő évben Dél-Amerikában is sikert arat.
- La loca de la casa (2003), regény, életrajz és esszé egyben.
- Historia del rey transparente (2005)
- Instrucciones para salvar el mundo (2008)
- Lágrimas en la lluvia (2011)
- La ridícula idea de no volver a verte (2013)
- El peso del corazón (2015)
- La carne (2016)

## Magyarul
- Diktátorok és asszonyaik. Nők a történelem legkegyetlenebb férfiainak életében. Rosa Montero televíziós sorozata alapján; ford. Nemes Krisztina; Holnap, Bp., 2016

## Díjak
- 1980 – Nemzeti Újságírói Díj
- 1989 – Az Emberi Jogok Díja
- 1997 – Primavera de Narrativa-díj (La hija de caníbal)
- 2004 – Qué leer-díj, az év regénye (La loca de la casa)
- 2005 – Asociación de la Prensa de Madrid (szakmai munkásságának elismerése)
- 2005 – Qué leer-díj, az év regénye (Historia del rey transparente)